# بنکوئت (تگزاس)
بنکوئت (به انگلیسی: Banquete) یک منطقهٔ مسکونی در ایالات متحده آمریکا است که در تگزاس واقع شده‌است. بنکوئت ۶٫۰ کیلومتر مربع مساحت و ۷۲۶ نفر جمعیت دارد.